# Mission d’assistance militaire de l’Union européenne en soutien à l’Ukraine
La mission d’assistance militaire de l’Union européenne en soutien à l’Ukraine (en anglais European Union Military Assistance Mission in support of Ukraine ou en abrégé EUMAM Ukraine) est une opération de l'Union européenne décidée dans le cadre de la politique étrangère et de sécurité commune.
Elle vient en complément de l'aide fournie par l'Union européenne pendant la guerre russo-ukrainienne et de la mission de conseil aux forces de sécurité intérieure ukrainiennes.

## Historique
L'idée de mettre en place une mission de formation de l'armée ukrainienne, sur le modèle des missions de formation de l'Union européenne est évoquée pour la première fois lors d'une réunion informelle des ministres européens de la défense et des affaires étrangères le 30 août 2022.
Le 17 octobre 2022, le Conseil de l'Union européenne a adopté une décision établissant la création d'une mission militaire d'assistance à l'Ukraine, nommée EUMAM Ukraine,.
Le 15 novembre 2022, l'Union européenne lance officiellement la mission avec l'objectif d'atteindre une pleine capacité opérationnelle en moins de trois mois,.
La capacité opérationnelle initiale est déclarée le 30 novembre 2022,.

## Mandat
Le mandat de cette mission, d'une durée initiale de 2 ans, concerne la formation individuelle et collective des forces armées ukrainiennes par les états membres de l'Union européenne, sur leur territoire.
L'objectif de l'EUMAM Ukraine est, dans un premier temps, de former 15 000 militaires ukrainiens. 12 000 soldats recevront une formation de base et 3 000 recevront une formation spécialisée.
Deux centres de commandement seront mis en place, l'un en Allemagne et l'autre en Pologne. Des centres de formation seront également présents dans plusieurs pays de l'Union européenne, comme la France ou l'Espagne.

## États participants
Dès le lancement de la mission le 15 novembre 2022, de nombreux pays ont fait part de leur intention d'y contribuer. 23 États membres sur 27 ont ainsi annoncé leur participation (sauf Danemark, Hongrie, Malte, Suède), ainsi que deux États tiers, le Canada et la Norvège. La Pologne, l'Allemagne, la France, l'Espagne et l'Italie devraient apporter les contributions les plus importantes.
| États membres de l'Union européenne |
| ----------------------------------- |
| Allemagne                           |
| Autriche                            |
| Belgique                            |
| Bulgarie                            |
| Chypre                              |
| Croatie                             |
| Espagne                             |
| Estonie                             |
| Finlande                            |
| France                              |
| Grèce                               |
| Irlande                             |
| Italie                              |
| Lettonie                            |
| Lituanie                            |
| Luxembourg                          |
| Pays-Bas                            |
| Pologne                             |
| Portugal                            |
| Roumanie                            |
| Slovaquie                           |
| Slovénie                            |
| Tchéquie                            |
| États tiers                         |
| Canada                              |
| Norvège                             |

## Sources

## Complément